# Kivikkosaari (ö i Norra Savolax, Varkaus, lat 62,28, long 28,55)
Kivikkosaari är en ö i Finland. Den ligger i sjön Heinäjärvi och i kommunen Varkaus i den ekonomiska regionen  Varkaus ekonomiska region  och landskapet Norra Savolax, i den sydöstra delen av landet, 300 km nordost om huvudstaden Helsingfors. Öns största längd är 30 meter i nord-sydlig riktning.